# Vince Gilligan
George Vincent „Vince” Gilligan (n. 10 februarie 1967) este un scriitor, producător și regizor american. E cunoscut pentru munca sa în televiziune, în special pentru că e creatorul, principalul scenarist și producătorul executiv al serialului Breaking Bad, co-creator al serialului The Lone Gunmen și scenarist și producător al serialului The X-Files.
1. ↑  IdRef, accesat în 20 martie 2020